# Ivanivka, Mahdalînivka
Ivanivka (în ucraineană Іванівка) este un sat în comuna Prîiut din raionul Mahdalînivka, regiunea Dnipropetrovsk, Ucraina.

## Demografie
Componența lingvistică a localității Ivanivka
     Ucraineană (94,64%)
     Rusă (4,76%)
Conform recensământului din 2001, majoritatea populației localității Ivanivka era vorbitoare de ucraineană (94,64%), existând în minoritate și vorbitori de rusă (4,76%).